# Ernesto Augusto, Duque de Brunsvique
Ernesto Augusto Cristiano Jorge de Hanôver (em alemão: Ernst August Christian Georg von Hannover; Penzing, 17 de novembro de 1887 – Hanôver, 30 de janeiro de 1953) foi o duque reinante de Brunsvique entre 1913 e 1918 foi um neto do rei Jorge V de Hanôver que foi deposto pelo Reino da Prússia em 1866. Último monarca reinante da Casa de Hanôver, Ernesto Augusto também foi príncipe britânico até 1917.
É o avô materno da rainha Sofia de Espanha.

## Família
Ernesto Augusto era o filho mais novo de Ernesto Augusto, Príncipe Herdeiro de Hanôver e da princesa Tira da Dinamarca. Os seus avós paternos eram o rei Jorge V de Hanôver e a sua esposa, a princesa Maria de Saxe-Altemburgo. Os seus avós paternos eram o rei Cristiano IX da Dinamarca e a condessa Luísa de Hesse-Cassel. As suas tias eram a rainha Alexandra do Reino Unido e a czarina Maria Feodorovna e um dos seus tios era o rei Jorge I da Grécia.

## Primeiros anos
O bisavô de Ernesto, o príncipe Ernesto Augusto I de Hanôver, duque de Cumberland, quinto filho do rei Jorge III do Reino Unido, tornou-se Rei de Hanôver em 1837 devido ao facto de a lei sálica ter impedido a rainha Vitória de reinar na Alemanha.
Ernesto Augusto de Hanôver, príncipe da Grã-Bretanha e da Irlanda, nasceu em Penzing, perto de Viena, sendo o sexto filho do príncipe-herdeiro Ernesto Augusto de Hanôver e da sua esposa, a princesa Tira da Dinamarca. O seu pai sucedeu ao trono de Hanôver como duque de Cumberland e Teviotdale na nobreza do Reino Unido em 1878. O jovem príncipe Ernesto Augusto tornou-se herdeiro aparente do ducado e da pretensão a Hanôver após a morte dos seus dois irmãos mais velhos Jorge e Cristiano.
Em 1884, o duque reinante de Brunsvique-Volfembutel, um primo distante, morreu e o pai de Ernesto reivindicou a sua herança para suceder naquele território. Contudo, o chanceler Otto von Bismarck conseguiu fazer com que o Conselho Federal do Império Alemão o excluísse da sucessão. Bismarck fê-lo porque Ernesto Augusto nunca tinha renunciado formalmente aos seus direitos no reino de Hanôver que tinha sido anexado ao Reino da Prússia em 1866 após a derrota da Áustria na Guerra Austro-Prussiana. Em vez de Ernesto, foi o príncipe Alberto da Prússia que se tornou regente do ducado. Após a morte do príncipe Alberto em 1906, este foi herdado pelo seu filho mais velho, o príncipe Jorge, que viria a renunciar aos seus direitos no ducado para que Ernesto o herdasse. Contudo, esta opção foi rejeitada pelo Bundesrat e a regência continuou, desta vez com o duque João Alberto de Mecklemburgo-Schwerin que antes já tinha sido regente do seu sobrinho em Mecklemburgo.

## Casamento e ascensão ao trono de Brunvique

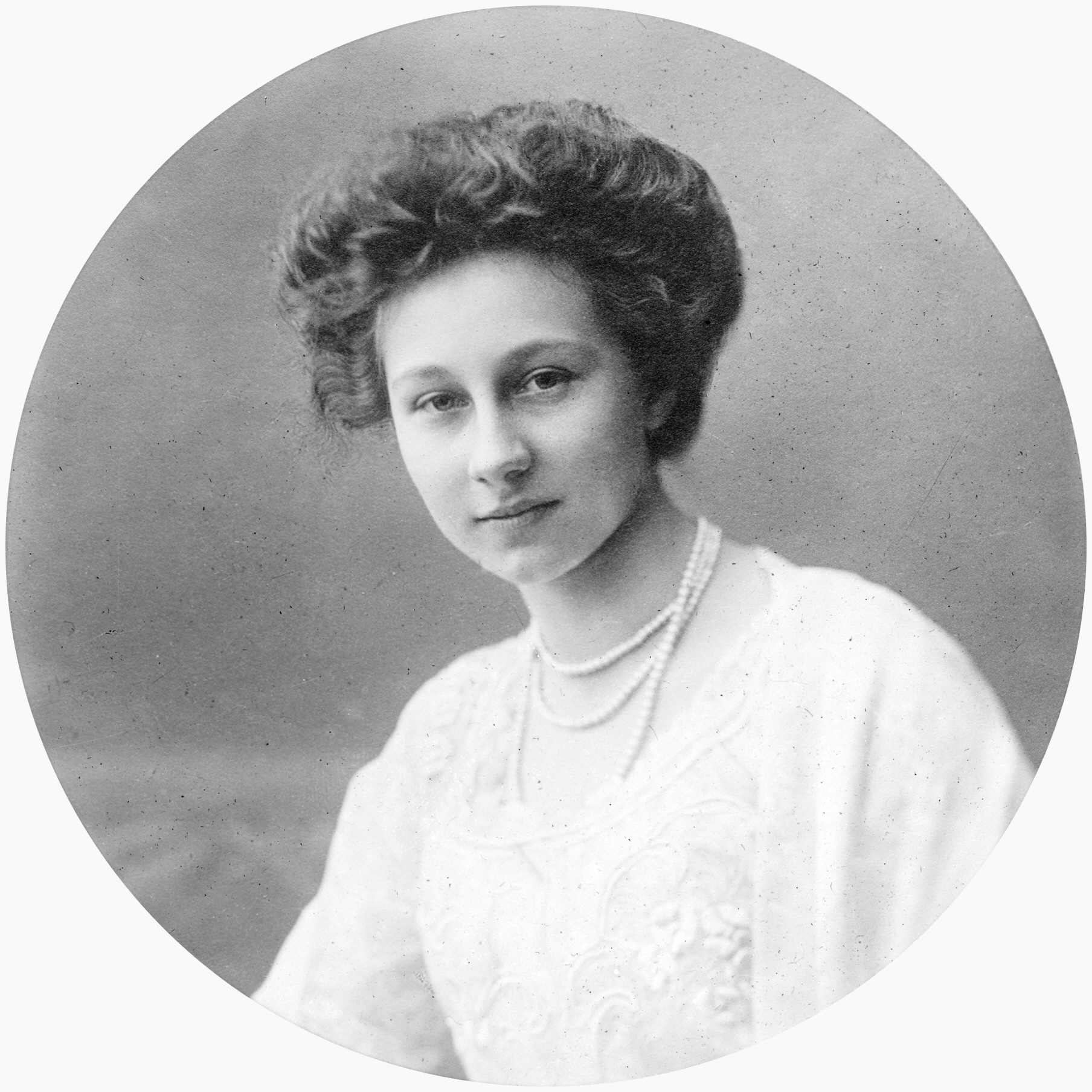
Vitória Luísa da Prússia

Quando o irmão mais velho de Ernesto, o príncipe Jorge, morreu num acidente de automóvel no dia 20 de maio de 1912, o imperador alemão enviou uma mensagem de condolências ao pai de Ernesto. Em resposta a este gesto, o duque enviou o seu único filho sobrevivente, Ernesto, a Berlim para agradecer pessoalmente ao kaiser pela sua mensagem. Ernesto e Guilherme II eram primos em terceiro-grau, visto que ambos descendiam do rei Jorge III do Reino Unido. Foi nesta visita que Ernesto conheceu e se apaixonou pela única filha do kaiser, a princesa Vitória Luísa da Prússia.
No dia 24 de maio de 1913, Ernesto e Vitória Luísa, primos em quarto grau, casaram-se. Este casamento acabou com uma zanga que durava há décadas entre as Casas de Hohenzollern e de Hanôver. O casamento foi também a última grande reunião da realeza europeia (a maioria descendente da rainha Vitória do Reino Unido e do rei Cristiano IX da Dinamarca) antes da Primeira Guerra Mundial. Além dos imperadores alemães e dos duques de Cumberland, estavam presentes o rei Jorge V do Reino Unido com a sua esposa, a rainha Maria de Teck, e o czar Nicolau II da Rússia. Após o noivado ser anunciado em fevereiro de 1913, Ernesto Augusto fez um juramento de lealdade ao imperador alemão e aceitou uma comissão militar como capitão de cavalaria num regimento prussiano no qual o seu avô (Jorge V) e bisavô (Ernesto Augusto) tinham sido coronéis. Jorge V do Reino Unido deu o seu consentimento ao casamento no dia 17 de Março de 1913 como era exigido pela Lei do Casamento Real.
No dia 27 de outubro de 1913, o duque de Cumberland renunciou formalmente aos seus direitos no ducado de Brunsvique em favor do filho. No dia seguinte, o Conselho Federal permitiu que o príncipe Ernesto Augusto de Cumberland se tornasse duque reinante de Brunsvique. O novo duque, que recebeu uma promoção a coronel, tomou posse formalmente no dia 1 de novembro.
Durante a Primeira Guerra Mundial, o duque foi elevado à posição de major-general. No dia 8 de novembro de 1918 foi forçado a abdicar do trono juntamente com todos os outros príncipes alemães. No ano seguinte, o ducado britânico do seu pai foi suspenso pelo rei Jorge V do Reino Unido, conforme aprovado na Titles Deprivation Act 1917, visto que os Hanôver ficaram do lado alemão durante a guerra. Assim, quando o seu pai morreu em 1923, Ernesto Augusto não recebeu o título de duque de Cumberland.
Nos trinta anos que se seguiram, Ernesto Augusto foi chefe da Casa de Hanôver, afastado da vida política e vivendo entre as suas muitas propriedades. Viveu o suficiente para ver a sua filha Frederica tornar-se rainha da Grécia quando o seu marido, o príncipe Paulo da Grécia sucedeu o seu irmão como rei. O duque de Brunsvique é avô materno da rainha Sofia de Espanha e do antigo rei Constantino II da Grécia.

## Descendência
| Nome            | Nascimento            | Morte                  | Observações |
| --------------- | --------------------- | ---------------------- | --- |
| Ernesto Augusto | 18 de março de 1914   | 9 de dezembro de 1987  | casou primeiro em 1957 com a princesa Ortrud de Schleswig-Holstein-Sonderburg-Glücksburg; com descendência; casou-se depois, em 1981, com a condessa Mónica de Solms-Laubach; |
| Jorge Guilherme | 25 de março de 1915   | 8 de janeiro de 2006   | casou-se em 1969 com a princesa Sofia da Grécia e Dinamarca; com descendência;                                                                                                |
| Frederica       | 18 de abril de 1917   | 6 de fevereiro de 1981 | casada com o rei Paulo da Grécia; com descendência incluindo a rainha Sofia de Espanha;                                                                                       |
| Cristiano Óscar | 1 de setembro de 1919 | 10 de dezembro de 1981 | casou-se em 1963 com Mireille Dutry de quem se divorciou em 1976; com descendência.                                                                                           |
| Guelfo Henrique | 11 de março de 1923   | 12 de julho de 1997    | casou-se em 1960 com a Princesa Alexandra de Ysenburg e Büdingen; com descendência;                                                                                           |